# Anelis Assumpção
Anelis Assumpção (São Paulo, 16 maggio 1980) è una cantautrice e compositrice brasiliana.

## Biografia
Nata a San Paolo, è figlia di Itamar Assumpção, uno dei maggiori esponenti della Vanguarda Paulista. Ha iniziato la carriera come corista per il padre, e in seguito è entrata a far parte del gruppo DonaZica. Ha intrapreso la carriera solista nel 2007.
Nel 2011 ha inciso il suo primo album solista, Sou Suspeita, Estou Sujeita, não Sou Santa, che vanta tra le altre le collaborazioni di Céu, Karina Buhr, Thalma de Freitas, Curumin e Beto Villares. Céu e Thalma de Freitas tornano a collaborare con la Assumpção nei due successivi album, che vedono tra gli altri anche le partecipazioni di João Donato, Tulipa Ruiz, Ava Rocha, Liniker Barros, Kiko Dinucci.

## Discografia

### Con i DonaZica
- 2003 - Composição
- 2005 - Filme brasileiro

### Da solista
- 2011 - Sou Suspeita, Estou Sujeita, não Sou Santa
- 2014 - Anelis Assumpção e os Amigos Imaginários
- 2018 - Taurina